# Listeriaceae
A Listeriaceae a Bacillales rend egy családja, ami Gram-pozitív baktériumokat tartalmaz. Két nemzetség tartozik ide.